# Ante Covic
Ante Covic (chorwacka wymowa: [ˈaːntɛ ˈt͡ʃɔːʋit͡ɕ]; ur. 13 czerwca 1975 w Hurstville na przedmieściach Sydney) – australijski piłkarz pochodzenia chorwackiego grający na pozycji bramkarza.

## Kariera klubowa

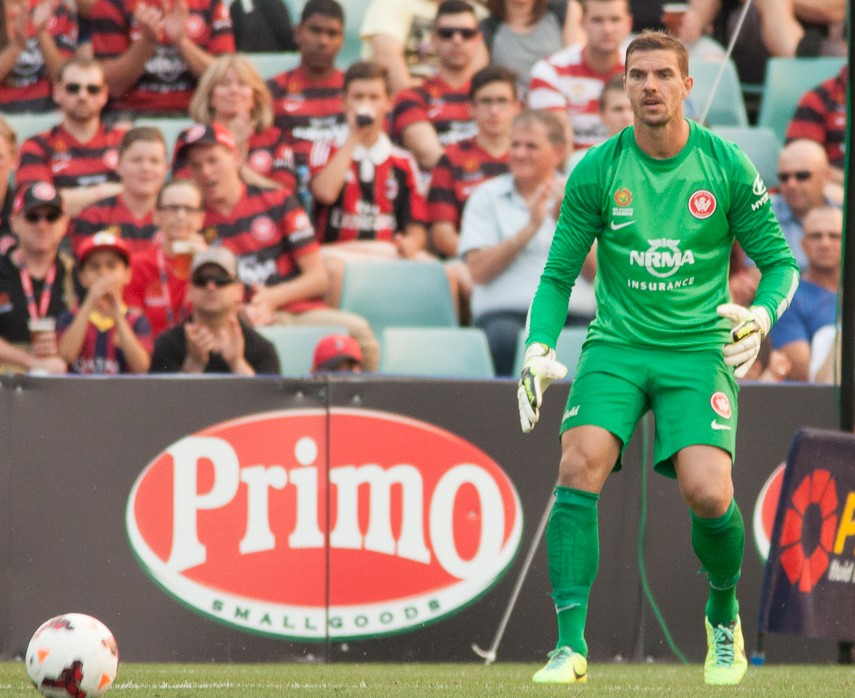
Ante Covic w barwach Western Sydney Wanderers

Covic do 2000 roku grał w Australii w drużynie Marconi Stallions jeszcze za czasów nieistniejącej już National Soccer League. Potem wyjechał do Europy i grał w takich klubach jak: AO Kawala i PAOK FC z Grecji, a potem Dinamo Zagrzeb z Chorwacji. Zimą 2002 roku wrócił na pół sezonu do ojczyzny i zagrał w zespole Sydney Olympic, a latem tegoż roku został zawodnikiem klubu ze Sztokholmu, Hammarby IF. W 2007 roku odszedł z klubu i wrócił do Australii, gdzie został piłkarzem Newcastle Jets. Następnie grał w szwedzkim klubie IF Elfsborg, a także w australijskich drużynach Melbourne Victory, Western Sydney Wanderers oraz Perth Glory. W 2018 roku przeszedł do Rockdale City Suns.

## Kariera reprezentacyjna
W reprezentacji Australii Covic debiutował 22 lutego 2006 roku w wygranym 3:1 meczu z reprezentacją Bahrajnu w ramach kwalifikacji do Pucharu Azji. Ówczesny selekcjoner Guus Hiddink powołał Covicia do 23-osobowej kadry na Mistrzostwa Świata w Niemczech jako trzeciego bramkarza, rezerwowego dla Marka Schwarzera oraz Željko Kalaca.